# Tilloloy
Tilloloy is een gemeente in het Franse departement Somme (regio Hauts-de-France) en telt 388 inwoners (1999). De plaats maakt deel uit van het arrondissement Montdidier.

## Geografie
De oppervlakte van Tilloloy bedraagt 6,4 km², de bevolkingsdichtheid is 60,6 inwoners per km².
De onderstaande kaart toont de ligging van Tilloloy met de belangrijkste infrastructuur en aangrenzende gemeenten.

## Demografie
Onderstaande figuur toont het verloop van het inwonertal (bron: INSEE-tellingen).